# Conus acutangulus
Espèce
Statut de conservation UICN

 LC  : Préoccupation mineure
Conus acutangulus est un mollusque gastéropode venimeux appartenant à la famille des Conidae.

## Synonymes
- Conus gemmulatus G. B. Sowerby II, 1870
- Conus turriculatus G. B. Sowerby II, 1866
- Turriconus acutangulus (Lamarck, 1810)

## Répartition
Cette espèce se trouve en mer Rouge.